# Simatupang
Simatupang is een bestuurslaag in het regentschap Tapanuli Utara van de provincie Noord-Sumatra, Indonesië. Simatupang telt 1055 inwoners (volkstelling 2010).